# Shahrestān di Landeh
Lo shahrestān di Landeh (farsi شهرستان لنده) è uno degli 8 shahrestān della provincia di Kohgiluyeh e Buyer Ahmad, il capoluogo è Landeh. Lo shahrestān è suddiviso in 3 circoscrizioni (bakhsh): 
- Centrale (بخش مرکزی)
- Mugarmun (بخش موگرمون)